# Ningbo Rockets
Los Ningbo Rockets (en chino 宁波火箭) o Ningbo Fubang Rockets son un equipo de baloncesto de la Chinese Basketball Association con sede en la ciudad de Ningbo, Zhejiang. El equipo se deriva de los disueltos Bayi Rockets.

## Historia
A principios de 2006, el equipo de baloncesto Bayi Fubang se estableció como una empresa conjunta entre Ningbo Fubang Holdings y Bayi Rockets. En 2018, los dos propietarios se separaron debido a la reforma militar por los antecedentes militares de Bayi Rockets. Los Bayi Rockets pudieron participar en la liga CBA como equipo invitado especial, mientras que Ningbo Fubang Holdings se aseguró una plaza para su propio equipo en la liga. Después de que los Bayi Rockets se disolvieran y abandonaran la liga en 2020, Ningbo Fubang solicitó la adquisición del equipo, pero no fue aprobado.
En 2021, Ningbo Fubang Holdings fundó Ningbo Rockets como un nuevo club, pero la compañía confirmó sus conexiones con Bayi Rockets. Li Ke, exjugador de los Bayi Rockets, fue nombrado entrenador.
En su temporada de debut, la 2021-22, el equipo solo logró sumar tres victorias en treinta y ocho partidos en la temporada regular y no pudo alcanzar los playoffs. Y al año siguiente no fueron mucho mejor las cosas, con cuatro victorias en cuarenta partidos.